# 布拉孔
布拉孔（法語：Bracon，法語發音：[bʁakɔ̃]）是法国汝拉省的一个市镇，属于隆斯勒索涅区。

## 地理
布拉孔（46°55'50"N, 5°52'52"E）面积6.29 平方千米，位于法国勃艮第-弗朗什-孔泰大區汝拉省，该省份为法国东部内陆省份，北起上索恩省，西北接科多尔省，西临索恩-卢瓦尔省，南至安省，东与杜省和瑞士接壤。
与布拉孔接壤的市镇（或旧市镇、城区）包括：萨兰莱班、绍-尚帕尼、伊沃里、普勒坦。

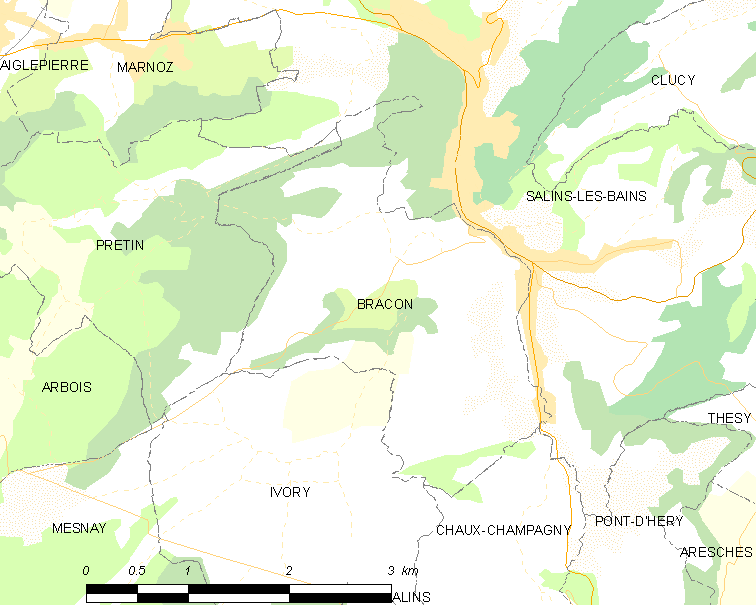
布拉孔的OSM定位图

布拉孔的时区为UTC+01:00、UTC+02:00（夏令时）。

## 行政
布拉孔的邮政编码为39110，INSEE市镇编码为39072。

## 政治
布拉孔所属的省级选区为阿尔布瓦县。

## 人口

1962-2008年间布拉孔人口变化图示

布拉孔于2022年1月1日时的人口数量为355人。